# Muhammad VIII. al-Amin
Muhammad VIII. al-Amin, taktéž nazývaný jako Lamine Bej (4. září 1881 – 30. září 1962) (arabsky الأمين باي بن محمد الحبيب, al-Amīn Bāy bin Muhammad al-Ḥabīb) byl poslední tuniský beg (bej). Vládl od 15. května 1943 do 20. března 1956. Později se stal králem, první hlavou nezávislého Tuniska roku 1956. Sesazen byl v roce 1957. Jeho otcem byl Mohamed VI. al-Habib, taktéž tuniský bej.
Muhammad se stal vládcem po sesazení jeho bratrance Muhammada VII. al-Munsifa Francií kvůli obvinění ze spolupráce s vichisty. Vyhlásil nezávislost Tuniska 20. března 1956 a stal se tuniským králem s titulem Jeho Veličenstvo. 25. července byl sesazen a z Tuniska se stala republika. Prezidentem se stal Habíb Burgiba.
Nikdy se nevzdal práva na trůn. Zemřel v Tunisu.

## Vyznamenání
Zahraniční vyznamenání, která během svého života obdržel Muhammad VIII. al-Amin
- velkokříž Řádu za občanské zásluhy – Španělsko, 1927
- komtur s hvězdou Řádu svatého Silvestra – Vatikán, 30. listopadu 1931
- velkokříž s brilianty Řádu čestné legie Francie, 15. května 1943
- Ordre de la Libération – Francie, 1945
- velkokříž Řádu Černé hvězdy – Francie
- velkokříž Řádu hvězdy Anjouanu – Francie
- velkostuha Nejvyššího řádu renesance – Jordánsko
- velkostuha Řádu Ouissam Alaouite – Maroko
- velkostuha Řádu Muhammada Alího – Egypt
- řetěz Řádu Idrise I. – Libye